# Gambelia glabrata
Gambelia glabrata  (Brandegee) D.A.Sutton
är en grobladsväxt.
Gambelia glabrata ingår i släktet Gambelia och familjen grobladsväxter. 
Inga underarter finns listade i Catalogue of Life.